# Capnodials
Els capnodials (Capnodiales) és un ordre de fongs ascomicots de las classe dels dotideomicets (Dothideomycetes). Són epífits que formen masses de cèl·lules fosques sobre les fulles de les plantes i sovint estan associats a les secrecions ensucrades per insectes que s'alimenten de la saba de les plantes.
En un principi contenia nomes la família Capnodiaceae, però en la darrera actualització de la taxonomia del fongs se li han afegit diverses famílies que abans es creia que no estaven relacionades i ara inclou sapròfits, endòfits, fitopatògens, líquens i llevats negres (que viuen a les roques). Les noves incorporacions inclouen el gènere Mycosphaerella que conté els agents causals de diverses malalties de cultius i arbres econòmicament importants. Un petit nombre d'aquests fongs també poden parasitar a humans i animals, incloses les espècies capaces de colonitzar les tiges del cabell humà (Piedraia hortae).

## Taxonomia
L'odre Capnodiales inclou set famílies:
- Família Antennulariellaceae
- Família Capnodiaceae
- Família Euantennariaceae
- Família Johansoniaceae
- Família Neoantennariellaceae
- Família Piedraiaceae
- Família Readerielliopsidaceae